# Société russe de la propriété intellectuelle
La Société russe de la propriété intellectuelle (la VOIS ; en russe : Всероссийская Организация  Интеллектуальной Собственности, ВОИС) est une société russe de gestion collective des droits d'artistes interprètes et de producteurs de phonogrammes (droits voisins du droit d'auteur).
Le rôle de la VOIS est de percevoir, gérer et défendre les droits des artistes interprètes et de producteurs de phonogrammes.
Créée en avril 2008 à Moscou, la VOIS gère les droits plus de 3 000 artistes interprètes et plus de 600 producteurs de phonogrammes.